# 綾部守人
綾部 守人（あやべ しゅうと、1998年10月19日 - ）は、日本の俳優である。2005年からテレビドラマや映画、CMやバラエティなどで幅広く活躍した。
2011年の日本テレビ系列のドラマ「家政婦のミタ」で注目を集め翌年の東海テレビの「ぼくの夏休み」で主演を務めるが同作以降の芸能活動は不明である。

## 出演
※役名が太字のものは主演作品。

### テレビドラマ
- 幸せになりたい!（2005年7月 - 9月、TBS） - 浅田悟 役
- キッパリ!（2007年1月 - 4月、CBCテレビ） - 君塚周 役
  - キッパリ!!（第2シリーズ）（2008年9月 - 10月）[2]
- 金曜時代劇 お江戸吉原事件帖 第5話（2007年11月30日、テレビ東京） - 広太 役
- 金曜時代劇 密命 寒月霞斬り（2008年4月 - 6月、テレビ東京） - 金杉清之助 役
- 土曜ワイド劇場 拘置所の女医 第1作（2011年3月5日、テレビ朝日） - 栗橋勇一 役
- 家政婦のミタ（2011年10月 - 12月、日本テレビ） - 阿須田海斗 役
- ぼくの夏休み（2012年7月 - 8月、東海テレビ） - 主演・青山和也 役

### 映画
- 松ヶ根乱射事件（2007年3月10日公開）
- 蛇にピアス（2008年9月20日公開） - 商店街の子供 役

### CM
- 住友生命 四葉のクローバー篇 （2006年）
- マクドナルド 「ハッピーセット」ポケモンカード耳打ち篇（2007年）
- 花王 「クイックルワイパー ハンディ」（2007年）
- 日本たばこ産業（JT）（2008年）
- 積水ハウス 「エコルド」会話の流れる家族篇　（2008年）
- 味の素 麻婆茄子篇